# Anton Philips

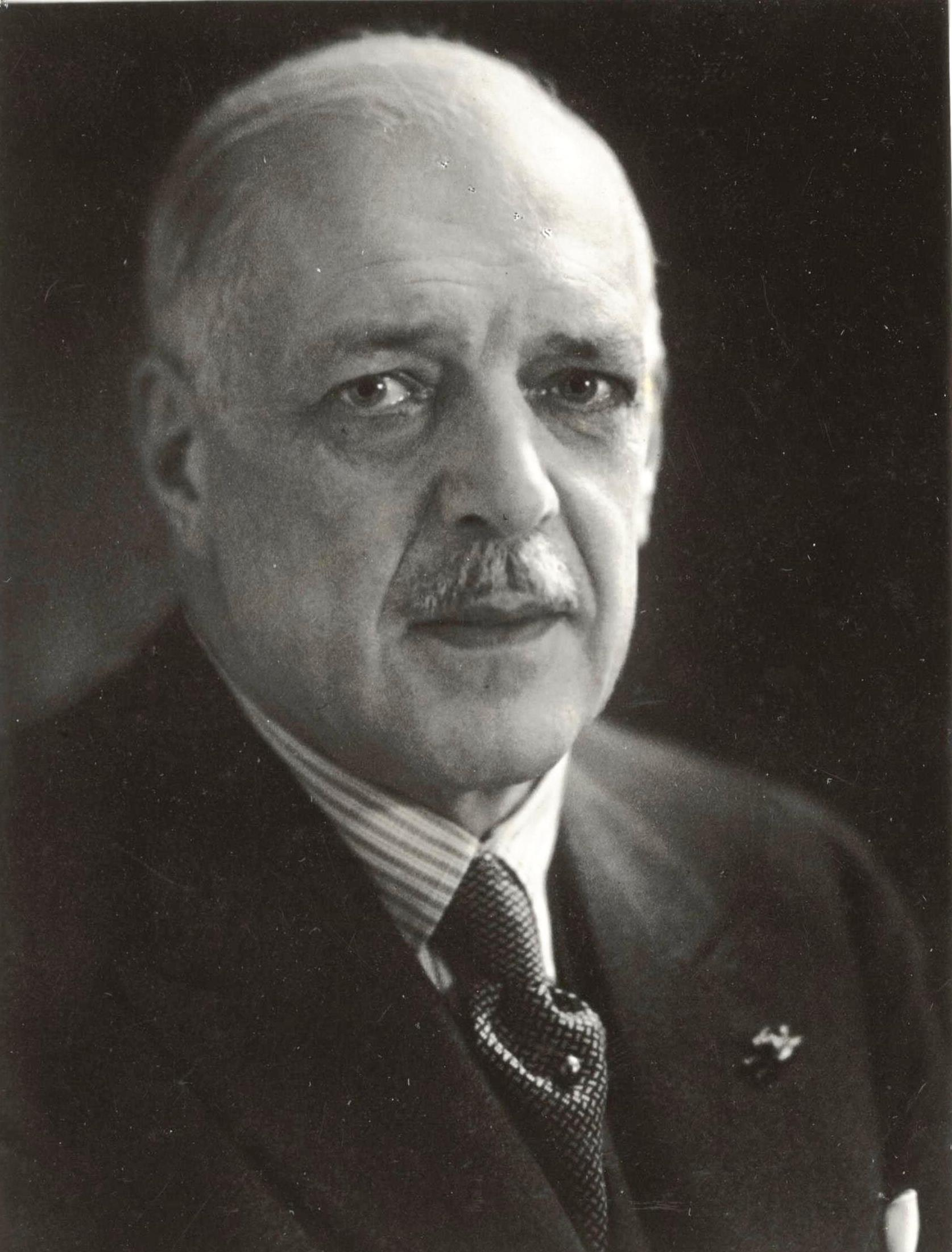
Anton Philips

Anton Frederik Philips (* 14. März 1874 in Zaltbommel, Gelderland; † 7. Oktober 1951 in Eindhoven) war ein niederländischer Wirtschaftsführer.
Als leitender Teilhaber der Firma Philips baute er diese zum heutigen Weltunternehmen aus. Er wurde von den Niederländern zu einem der größten Niederländer gewählt.

## Leben
Anton Philips besuchte zunächst die Höhere Bürgerschule in Zaltbommel, dann die Handelsschule in Amsterdam (nicht abgeschlossen), bevor er von 1892 bis 1894 als Volontär bei Finanzunternehmen in Amsterdam und London tätig war. Im Jahre 1895 stieg er dann als kaufmännischer Direktor in der Glühlampenfabrik Philips & Co. (ab 1912: N.V. Philips' Gloeilampenfabrieken) ein, die sein Vater Frederik und sein Bruder Gerard 1891 in Eindhoven gegründet hatten. Durch seine außerordentlichen kaufmännischen Fähigkeiten konnte er ab 1922 als Direktor den kleinen mittelständischen Betrieb zu einem Weltkonzern ausbauen. Er erhielt 1928 in Rotterdam den Ehrendoktortitel in Handelswissenschaften. 
Schon als kaufmännischer Direktor zeigte er sein Können, indem er den Export enorm steigerte, weil er viele gefragte deutsche Produkte, die im Ersten Weltkrieg von vielen Ländern boykottiert wurden, durch Philips-Produkte ersetzen konnte. Neben seiner kaufmännischen Tätigkeit engagierte er sich auch als Stifter von wissenschaftlichen und sozialen Einrichtungen beziehungsweise Projekten, wie etwa die Sternwarte Eindhoven oder der Bau von Wohnungen.
Die Position des Vorstandsvorsitzenden gab Anton Philips 1939 an den Schwager seines Sohnes Frits ab, den seit 1931 bei Philips als kaufmännischen Direktor tätigen Frans Otten und war fortan kommissarischer Präsident. Wenig später flüchtete er während des Zweiten Weltkrieges zusammen mit Otten über England in die USA, während sein Sohn Frits in Eindhoven den Betrieb weiterleitete.